# Czesław Hutor
Czesław Hutor, ps. „Czesiek” (ur. 8 listopada 1920, zm. 15 listopada 1943 w Łodzi) – polski działacz komunistyczny, organizator tajnego nauczania.

## Życiorys
Czesław Hutor był członkiem Komunistycznej Partii Polski. W trakcie II wojny światowej działał jako członek sztabu dzielnicy Gwardii Ludowej. Organizował tajne nauczanie oraz prowadził oddział byłych harcerzy, wraz z którym atakował Niemców. Gestapo wykonało na nim wyrok śmierci o godz. 7:00 15 listopada 1943 w Łodzi.
Czesław Hutor został pochowany na cmentarzu św. Rocha w Łodzi.

## Ordery i odznaczenia
- Order Krzyża Grunwaldu III klasy (pośmiertnie, 6 września 1946)[5]
- Krzyż Walecznych (pośmiertnie, 15 lutego 1946)[6]

## Upamiętnienie
- W 1952 ul. 28. Pułku Strzelców Kaniowskich w Łodzi przemianowano na ul. Czesława Hutora. W 1990 powrócono do dawnej nazwy[4].
- Czesław Hutor był patronem Szkoły Podstawowej nr 64 przy ul. Anczyca w Łodzi. W 2005 szkoła zmieniła patrona na Hansa Christiana Andersena[7].